# 攸攸板站
攸攸板站，位于中华人民共和国内蒙古呼和浩特市土默特左旗攸攸板镇，建于1923年，是京包铁路的一个车站，因新建呼和浩特西站，现已停用。离北京站680公里，离包头站152公里。距上行车站呼和浩特站13公里，距下行车站台阁牧站6公里。该站隶属呼和浩特铁路局。不办理客货运业务，为五等车站，本站及相邻上下行区间均为电气化区段。